# Туризм самообслуговування
Туризм самообслуговування — це різновид туризму, що будується повністю або частково на самообслуговуванні. Тут туристи самі обирають маршрути і спосіб пересування, забезпечують собі харчування, ночівлю і місце відпочинку, намічають місця для екскурсій.
Стратегія туризму самообслуговування є простою: якщо турист скаржиться на відсутність люб'язності з боку персоналу (турагенти, ресторатори, рецепціоністи), треба скоротити ці контакти. У сучасному туризмі вже розпочалася ера самообслуговування, яка викликала тенденції заміни персоналу машинами. Завдяки новим технологіям з'явилася можливість нагодувати тисячі людей, за кілька хвилин зробити бронювання у готелі або на транспорті. Захоплення технологічними нововведеннями приводить до переконання, що усі контакти між персоналом і клієнтами можна звести до мінімуму і таким чином вирішити проблему ввічливості і гостинності, через самообслуговування.